# Analyse granulométrique
 (août 2019).
Si vous disposez d'ouvrages ou d'articles de référence ou si vous connaissez des sites web de qualité traitant du thème abordé ici, merci de compléter l'article en donnant les références utiles à sa vérifiabilité et en les liant à la section « Notes et références ».
L'analyse granulométrique est l'opération consistant à étudier la répartition des différents grains d'un échantillon de granulats, en fonction de leurs caractéristiques (poids, taille, ...). Par métonymie, c'est aussi le nom donné au résultat de cette analyse.

## Processus

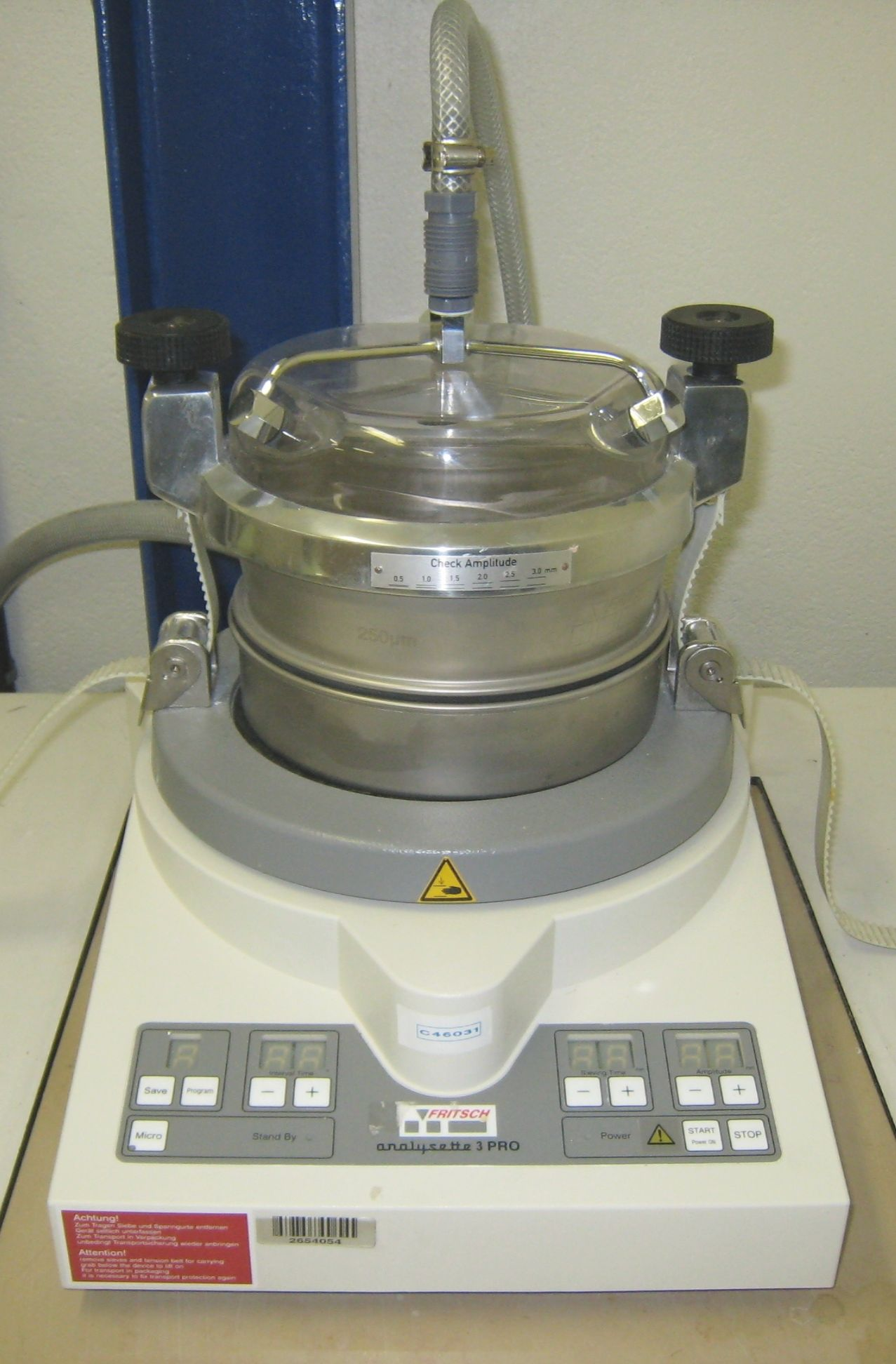
Une tamiseuse à vibrations de laboratoire, équipée ici pour un tamisage humide.

Habituellement, l'analyse granulométrique fournit les proportions de grains de différents diamètres ; cette analyse peut se faire aussi bien par tamisage que par sédimentation dans l'eau en application de la loi de Stokes.
En fonction de la dimension et du nombre des grains composant un granulat, on dénomme les granulats, fines, sables, gravillons ou cailloux. Cependant, pour un granulat donné, tous les grains qui le constituent n'ont pas tous la même dimension.
Pour cela, on procède au classement des grains sur une série de tamis emboîtés les uns dans les autres. Les dimensions des mailles des tamis sont décroissantes du haut vers le bas. Le granulat est placé sur le tamis le plus haut et par vibrations, on répartit les grains sur les différents tamis selon leur grosseur.
L'analyse granulométrique d'un lit de rivière est généralement réalisée par la méthode de la Wolman Pebble Count (distribution en taille mesurée par un décimètre ou un gabarit) du géomorphologue Abel Wolman (en).

## Matériel utilisé
On utilise des tamis à mailles carrées par leur ouverture ; la dimension nominale d'un tamis correspond à la longueur du côté de la maille (en mm) (norme NF X 11-501).

Le module d'un tamis est un nombre caractéristique. La valeur du module est donnée par la relation :
Module = 10 x log(ouverture en μm) + 1
Les ouvertures de tamis recommandées pour la mesure de taille des granulats suivant l'ancienne norme française NF P18-540 sont :
- pour les sables (en mm) :
  - 0,08 - 0,16 - 0,32 - 0,63 - 1,25 - 2,5 - 5,0 suivant l'ancienne norme française NF P18-540[1],
  - 0,125 - 0,25 - 0,5 - 1 - 2 - 4 suivant la nouvelle norme EN 933-2[1].
- pour les graviers et cailloux (en mm) :
  - 8 - 16 - 31,5 - 63 - 125 suivant la norme EN 933-2[1],
  - 6,3 - 8 - 10 - 12,5 - 16 - 20 - 25 - 31,5 - 40 - 50 - 63 - 80 est également rencontré.

L'ouverture des tamis suit de façon générale une suite géométrique (de raison 2 ou {\textstyle {\sqrt[{3}]{2}}\ =\ 2^{\frac {1}{3}}\ =\ 1,260} dans les recommandations précédentes).

## Normalisation
La série de normes européennes actuellement en vigueur pour déterminer les caractéristiques géométriques des granulats sont les EN 933, dont les premières versions sont parues entre 1996 et 1999. En France elle remplace la série de normes AFNOR P18.

## Glossaire
- Granularité : distribution dimensionnelle des grains (état).

- Granulométrie : étude de la granularité.

- Tamisat : partie de l'échantillon passée à travers les mailles du tamis.

- Refus : partie de l'échantillon qui n'est pas passée à travers les mailles du tamis.

- Refus cumulé : c'est la somme de tous les refus, celui du tamis lui-même, plus tous les refus des tamis de maille plus grande. Il peut être exprimé en gramme ou en % de refus cumulés.